# Lefty Gomez
Vernon Louis "Lefty" Gómez (26 de noviembre de 1908 - 17 de febrero de 1989) fue un jugador de béisbol de las Grandes Ligas. Actuó como lanzador para los New York Yankees entre 1930 y 1942, etapa en la que ganó 5 Series Mundiales. Es miembro del Salón de la Fama desde 1972.

## Carrera como jugador
"Lefty" Gómez lideró en dos ocasiones la Liga Americana en juegos ganados, promedio de ganados y perdidos y promedio de carreras limpias, además, en tres oportunidades fue el líder en ponches de la liga. Tuvo cuatro temporadas de 20 victorias y fue seleccionado para el Juego de Estrellas, de manera consecutiva, desde 1993 hasta 1939. En el primer Juego de Estrellas de la historia, celebrado en 1933, Gómez no solo fue el lanzador ganador para la Liga Americana, sino que además, impulsó la primera carrera del juego. Esto fue algo fuera de lo común, ya que Gómez era muy mal bateador, incluso para la media de los lanzadores. Gómez mantiene el récord de más innings lanzados en un Juego de Estrellas (seis, en 1934).
La temporada de 1934 es considerada la mejor de Lefty en Grandes Ligas, es esa serie, ganó 26 juegos perdiendo solo 5, logrando la triple corona de pitcheo al liderar la Liga en juegos ganados, promedio de carreras limpias y ponches. Su promedio de ganados y perdidos de .649 es el 15.º en la historia de las Grandes Ligas, teniendo en cuenta los lanzadores con 200 o más decisiones; de los lanzadores que hicieron su debut en Grandes Ligas entre 1900 y 1950 solo Lefty Grove, Christy Mathewson y Whitey Ford poseen más victorias y mejor promedio de ganados que Gómez.
Lefty siempre fue conocido por su buen carácter y gran sentido del humor. En un partido, cuando le tocaba batear, había un poco de niebla, Bob Feller estaba en el montículo y Gómez encendió un fósforo antes de pararse en el cajón de bateo. "¿Cuál es tu intención?" dijo el árbitro. "¿Tú crees que esa cerilla te ayudará a ver la bola rápida de Feller?" "No, yo no estoy preocupado por eso", dijo Lefty, "solo quiero asegurarme de que Feller me vea bien".
Luego del final de la temporada de 1942, los Yankees traspasaron a Lefty a los Boston Braves por una suma de $10,000. Lefty nunca jugó un partido para los Braves, más tarde en la temporada, fue liberado de su contrato y firmó con los Washington Senators, pero solo lanzó un partido antes de retirarse del béisbol. Lefty se retiró con un balance de 189 victorias y 102 reveses, 1468 ponches, 3.34 de PCL y 2,503 innings lanzados.